# Odczynnik Melzera

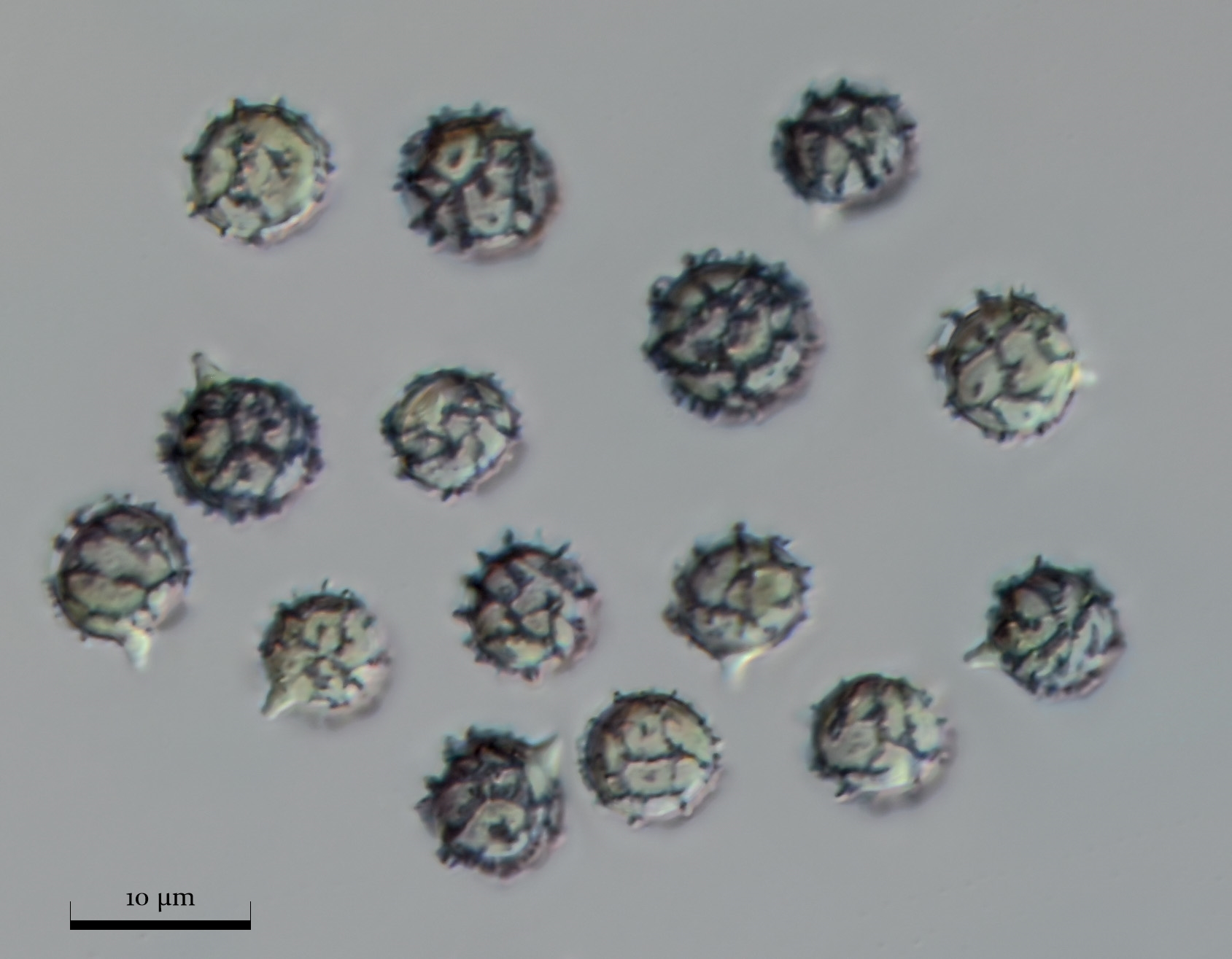
Zarodniki Lactarius rubidus wybarwione odczynnikiem Melzera

Odczynnik Melzera – roztwór jodu i jodku potasu.
SkładJest to roztwór jodu I
2 (1–1,25%) i jodku potasu KI (2,5–2,9%) w mieszaninie 1:1 (masowo) wody i wodzianu chloralu. Został opisany w 1924 r. przez czeskiego mykologa Václava Melzera (1878–1968). Melzer oryginalnie stosował roztwór zawierający 1,25% jodu i 3,75% KI, natomiast w 1945 r. M. Langeron zaproponował zmniejszenie stężenia KI do 2,5% i taki skład roztworu jest stosowany zwykle obecnie (pod nazwą „modyfikacja Langerona”).
ZastosowanieUżywany jest do badania amyloidalności i dekstrynoidalności zarodników grzybów i innych elementów ich budowy. Badanie to ma duże znaczenie przy identyfikacji i klasyfikacji grzybów, a czasami jest decydujące. Możliwe są 3 wyniki:
- brak zmiany koloru w obecności odczynnika Melzera – nieamyloidalność (IKI-)
- niebieskawa lub szarawa reakcja w odczynniku Melzera – amyloidalność (IKI+)
- czerwonobrązowa reakcja w odczynniku Melzera – dekstrynoidalność[5].

Odczynnik Melzera ma kolor żółty i taki jest kolor zarodników w przypadku negatywnego wyniku próby. Właściwości te są najczęściej wykorzystywane przy oznaczaniu grzybów o białych zarodnikach. Odczynnik Melzera oprócz badania amyloidalności i dekstrynalności spełnia także inną rolę; uwydatnia ornamentację ściany zarodników, której czasami bez tego nie można zaobserwować.
Najkorzystniejsze jest badanie odczynnikiem Melzera świeżych zarodników. Można to robić dając kroplę odczynnika na zarodniki np. na szkiełku przedmiotowym. Zarodniki należy w płynie zatopić.